# Thalassodes flavifimbria
Thalassodes flavifimbria là một loài bướm đêm trong họ Geometridae.